# Nadeln der Kleopatra

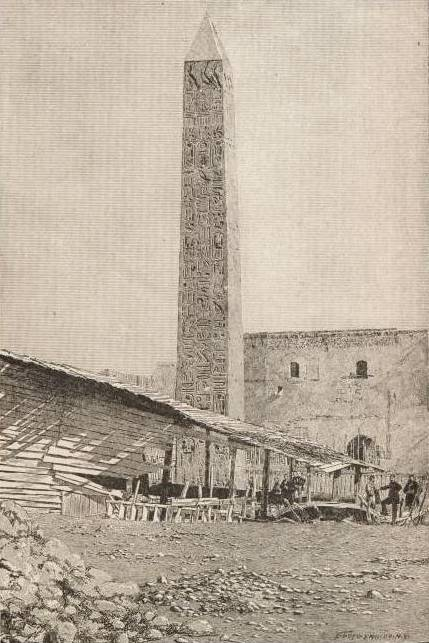
Mitte des 19. Jahrhunderts stand eine der Nadeln der Kleopatra noch im ägyptischen Alexandria

Als Nadeln der Kleopatra (englisch: Cleopatra’s Needles) werden zwei altägyptische Obelisken bezeichnet, die einst gemeinsam im alten Ägypten standen und Ende des 19. Jahrhunderts in London und in New York aufgestellt wurden.
Die Bezeichnung ist insofern missverständlich, als beide Obelisken zu Kleopatra VII. (* 69 v. Chr. in Alexandria; † 30 v. Chr. ebenda), der letzten Regentin des ägyptischen Ptolemäerreiches, zu deren Lebzeiten keinen engeren Bezug hatten. Sie wurden um 1450 v. Chr. unter Pharao Thutmosis III. angefertigt und in Heliopolis errichtet. Anderthalb Jahrtausende später wurden sie zur Zeit des römischen Kaisers Augustus nach Alexandria geschafft und vor dem Caesarium aufgestellt. Im 19. Jahrhundert verschenkte die ägyptische Regierung beide Obelisken: der eine wurde 1878 in London, der andere 1881 in New York aufgestellt.

## Geschichte
Die beiden Obelisken aus dem 15. Jahrhundert v. Chr. sind aus rötlichem Assuan-Granit gefertigt und unter Thutmosis III. (18. Dynastie, Neues Reich) in Heliopolis vor dem Pylon des Tempels des Sonnengottes Re aufgerichtet worden. Sie tragen neben den Inschriften mit Hieroglyphen des Thutmosis spätere aus dem 13. Jahrhundert v. Chr., Ramses II. (19. Dynastie) preisend.

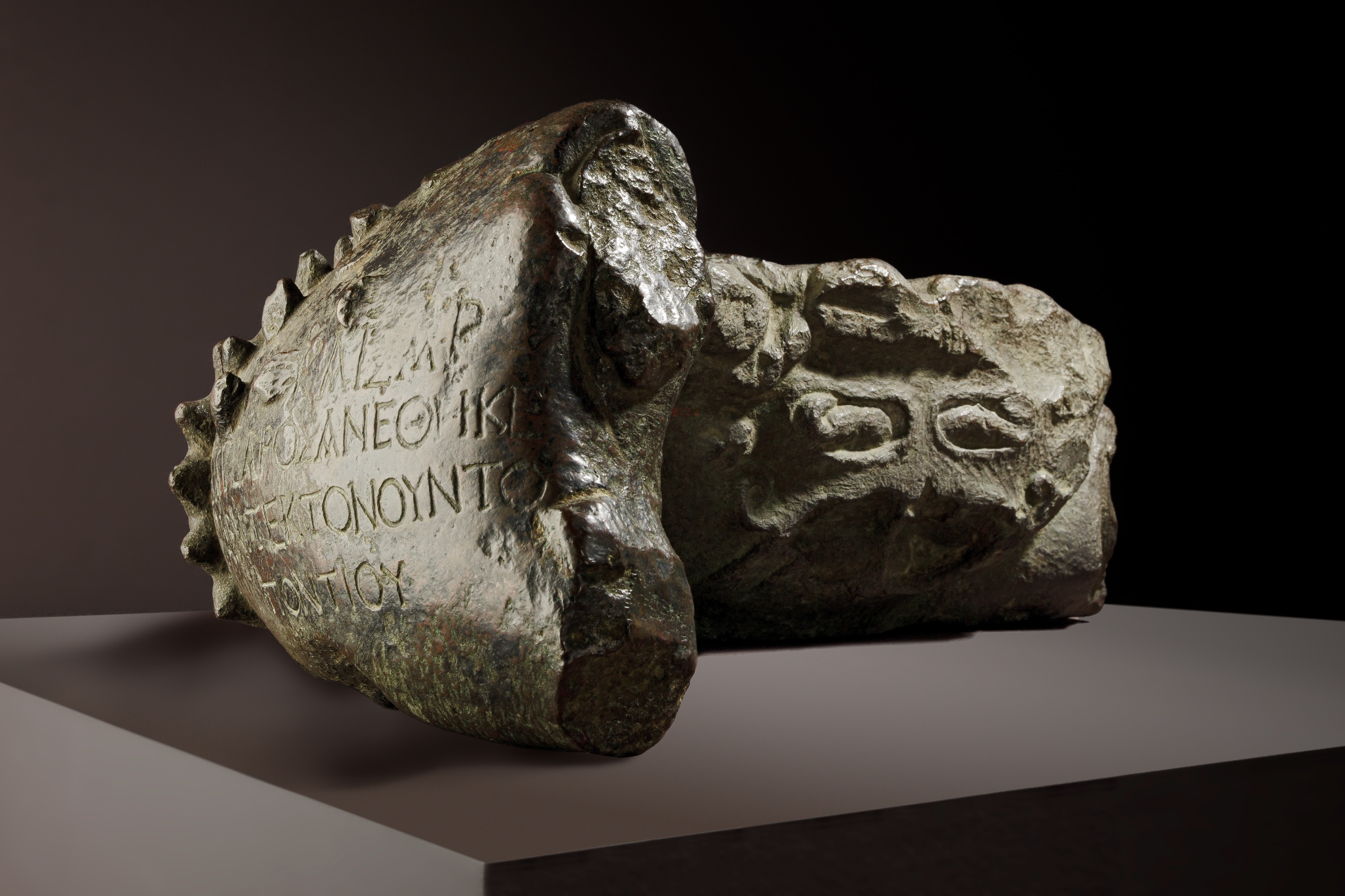
Bronzene Krabbenfigur mit Inschrift, die auf die Neuaufstellung des Obelisken durch Barbarus 13/12 v. Chr. hinweist

Im 2. Jahrzehnt v. Chr. – nach Ende des Ptolemäischen Kriegs, nach dem Tod von Marcus Antonius und Kleopatra und nachdem Ägypten als römische Provinz annektiert war – wurden die Obelisken im Auftrag des Kaisers Augustus wohl 13/12 v. Chr. von Heliopolis nach Alexandria verbracht und hier vor dem Caesarium aufgestellt, das in einen Tempel für den römischen Kaiserkult umgewidmet worden war. Verantwortlich für die Neuaufstellung war Publius Rubrius Barbarus, damaliger Praefectus Aegypti, der seinen eigenen Namen auch auf einer von vier bronzenen Krabben verewigen ließ, die am Fuß des heute in New York befindlichen Obelisken angebracht waren.
Diese Tempelanlage verfiel, aber das Obelisken-Paar blieb erhalten. Beim Einfall der Franzosen (1799/1800) unter Napoleon Bonaparte stand der eine Obelisk noch aufrecht an seinem Platz nahe dem Hafen Alexandrias, während der andere am Boden lag.
Im 19. Jahrhundert wurden beide Obelisken dann von der ägyptischen Regierung verschenkt:
- Nadel der Kleopatra in London: Der liegende, etwa 21,9 m (68 ft 5½ in)[3] lange und über 186 Tonnen[3] schwere Monolith wurde 1877/1878 in einer eigens dafür angefertigten[4] Barge, der Cleopatra, nach Großbritannien verfrachtet, wo der Obelisk am 12. September 1878 in London am Nordwestufer der Themse auf dem Victoria Embankment in der City of Westminster aufgestellt wurde.
- Nadel der Kleopatra in New York: Der stehende, etwa 21,5 m (67′ 2″)[3] hohe Monolith ging an die USA. Der Obelisk wurde 1880 in einem Spezialbehälter nach New York geschleppt und am 22. Februar 1881 im Central Park aufgestellt. Anfangs erwog man, das Monument zum Schutz vor zerstörenden Witterungseinflüssen mit einem Glaskasten zu umgeben.[5]

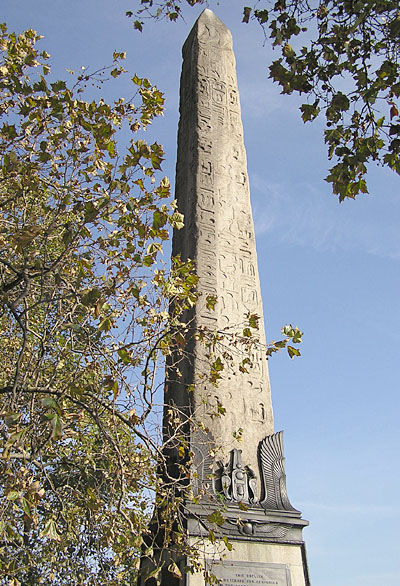
Obelisk in London
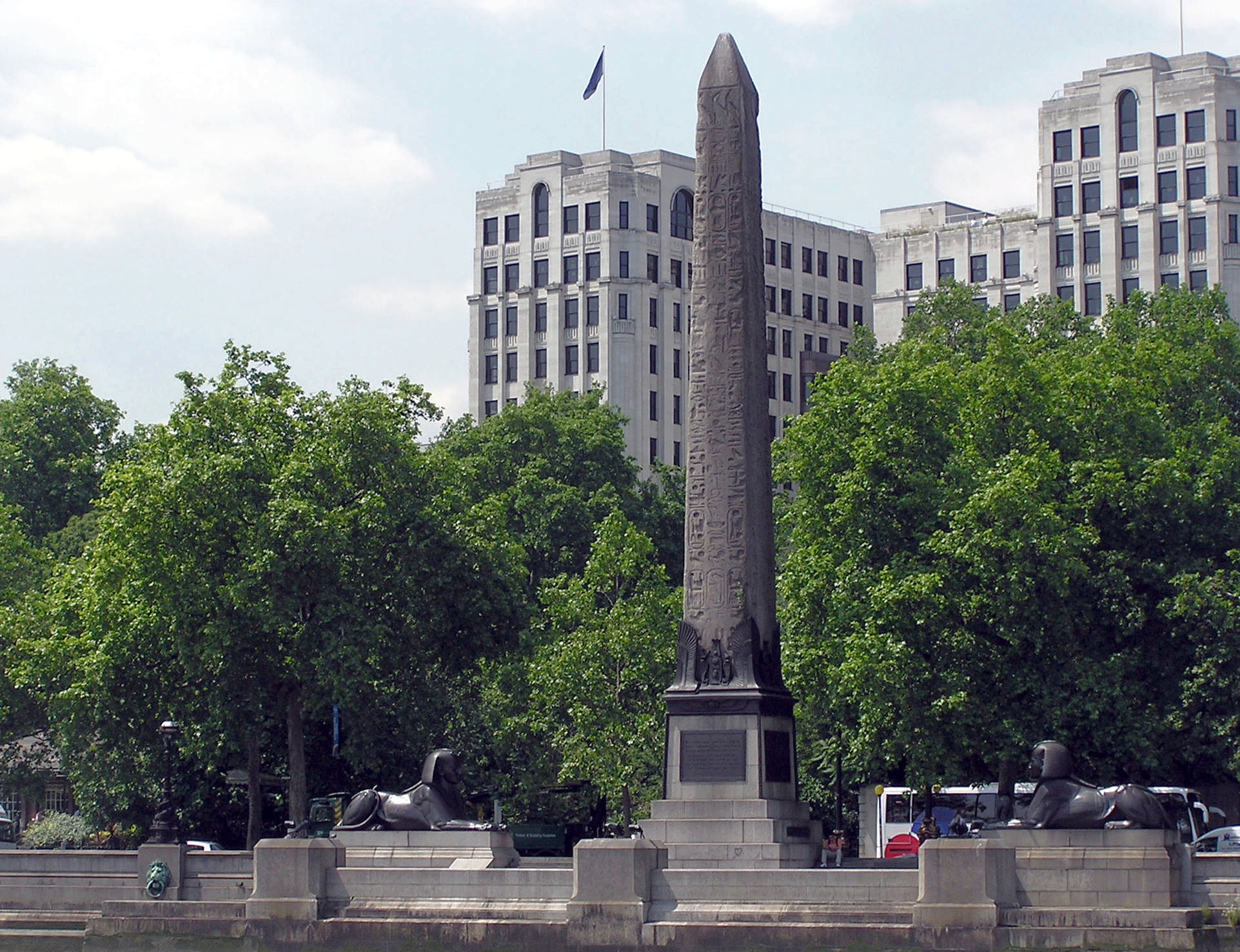
„Nadel der Kleopatra“ am Londoner Themseufer
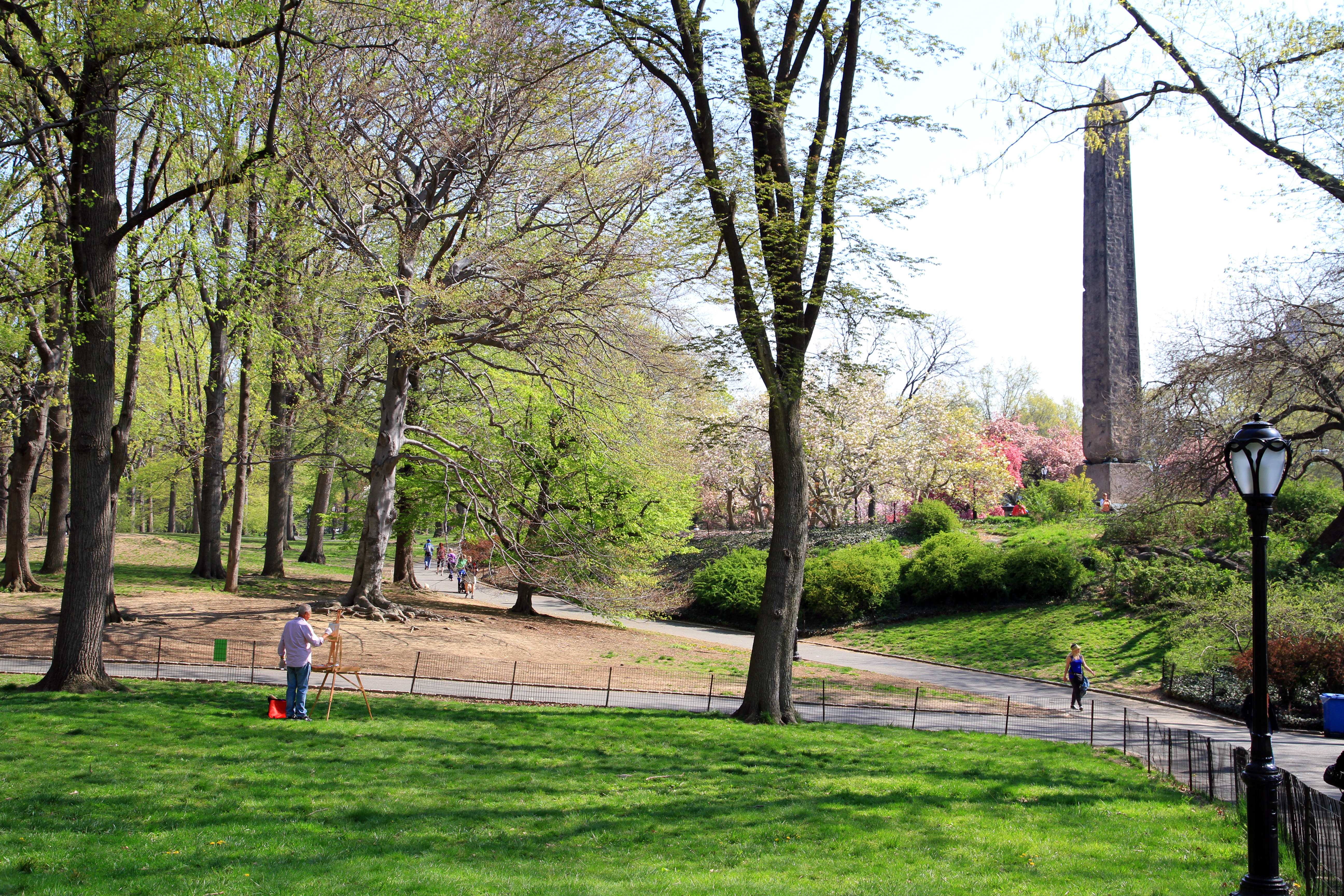
„Nadel der Kleopatra“ im New Yorker Central Park
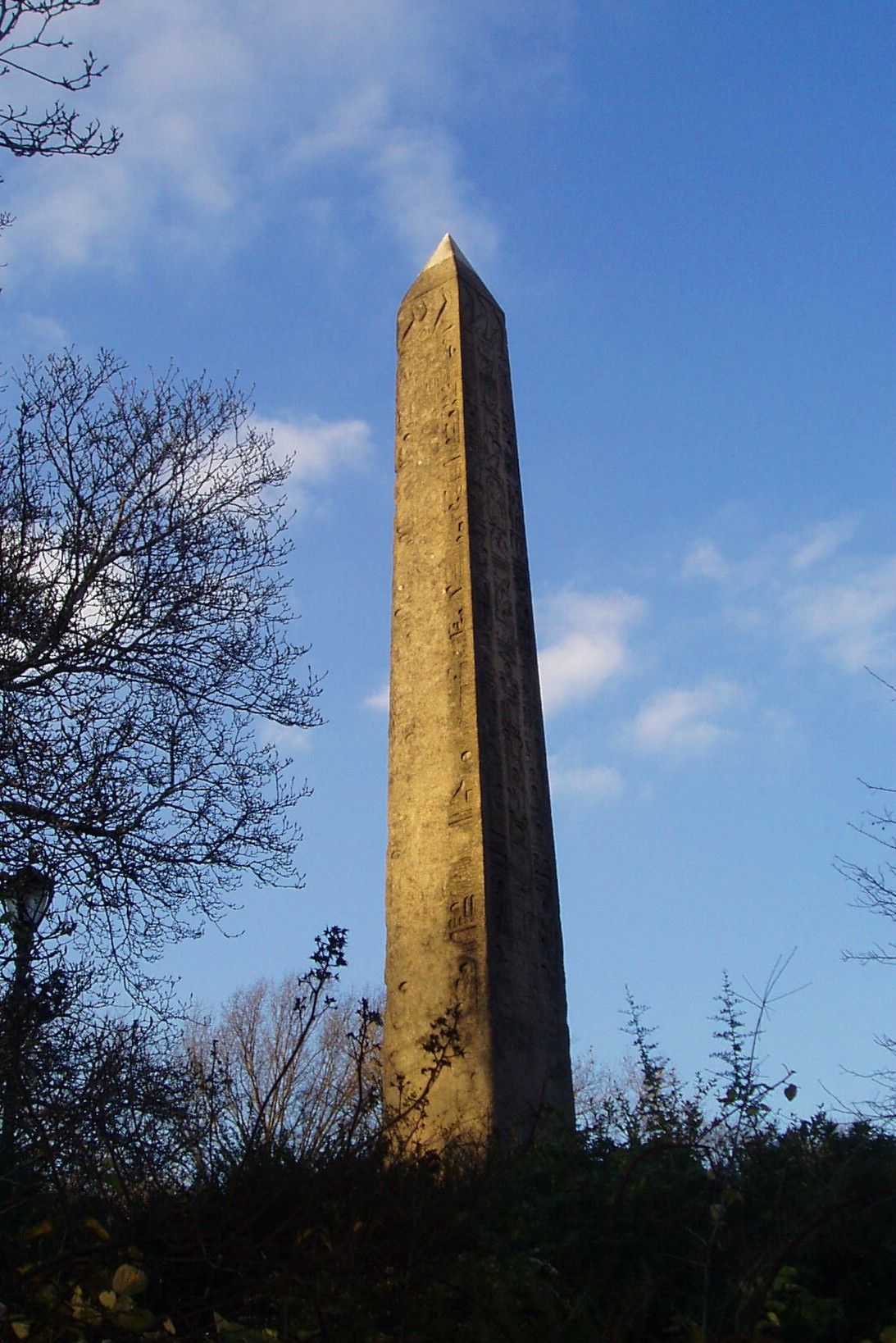
Obelisk in New York

## Weitere Verwendungen des Begriffs
Neben diesem Obelisken-Paar wird gelegentlich auch der 1836 in Paris aufgestellte Obelisk von Luxor – gleichfalls missverständlich – eine Nadel der Cleopatra (französisch: Aiguille de Cléopâtre) genannt.
Auch ein Felsturm in den Bergeller Alpen, Ago del Torrone, wird als Ago di Cleopatra, also Nadel der Kleopatra, bezeichnet.